# محمود حسن (بازیکن فوتبال، زاده ۱۹۴۳)
محمود حسن (انگلیسی: Mahmoud Hassan؛ زادهٔ ۱۹ نوامبر ۱۹۴۳) بازیکن فوتبال اهل مصر است.
وی همچنین در تیم ملی فوتبال مصر بازی کرده‌است.